# Kozioł-muzykant
Kozioł-muzykant (ros. Козёл-музыкант) – radziecki krótkometrażowy film animowany z 1954 roku w reżyserii Borisa Diożkina według scenariusza Siergieja Michałkowa. 

## Animatorzy
Boris Czani, Fiodor Chitruk, Władimir Arbiekow, Lidija Riezcowa, Wiaczesław Kotionoczkin, Faina Jepifanowa, Boris Stiepancew, Dmitrij Biełow

## Obsada (głosy)
- Gieorgij Millar jako kozioł
- Siergiej Martinson jako osioł
- Gieorgij Wicyn jako pierwszy jeż
- Jurij Chrżanowski jako drugi jeż
- Rostisław Platt jako wilk